# Landesgirokasse Stuttgart
Die Landesgirokasse Stuttgart (LG) war ein öffentlich-rechtliches Kreditinstitut, das zunächst 1975 durch Fusion aus der Württembergischen Landessparkasse (LASPA) und der Städtischen Spar- und Girokasse Stuttgart als Landessparkasse – Girokasse öffentliche Bank entstanden ist. Ab 1977 nannte sie sich schließlich Landesgirokasse – öffentliche Bank und Landessparkasse.
Träger der Landesgirokasse waren die Stadt Stuttgart und das Land Baden-Württemberg.
Zum 1. Januar 1999 wurde die Landesgirokasse mit der Südwest LB und dem Marktteil der L-Bank zur Landesbank Baden-Württemberg zusammengeschlossen.

## Vorstandsvorsitzende
- Walther Zügel, 1. April 1975 bis 30. September 1996
- Thomas R. Fischer, 1. Oktober 1996 bis 31. Dezember 1998